# کارتاشو
کارتاشو (به پرتغالی: Cartaxo) یکی از شهرهای کشور پرتغال است.